# El temps que queda
El temps que queda (títol original: Le Temps qui reste) és una pel·lícula francesa dirigida per François Ozon, estrenada l'any 2005. Ha estat doblada al català.

## Argument
Romain, fotògraf homosexual de 31 anys, descobreix que té un càncer generalitzat. Només li queden tres mesos de vida.
Decideix anunciar-ho només a la seva àvia i amagar-ho al seu company Sacha, als seus pares i a la seva germana amb qui s'entén poc. A l'autopista, camí de casa de la seva àvia, discuteix amb la propietària d'un restaurant que sembla molt interessada en ell.

## Repartiment
- Melvil Poupaud: Romain
- Jeanne Moreau: Laura, la seva àvia
- Valeria Bruni Tedeschi: Jany
- Daniel Duval: el pare de Romain
- Marie Rivière: la mare de Romain
- Christian Sengewald: Sacha
- Louise-Anne Hippeau: Sophie, la germana de Romain
- Henri de Lorme: el metge
- Walter Pagano: Bruno
- Violetta Sanchez: l'agent
- Ugo Soussan Trabelsi: Romain, de nen
- Alba Gaïa Kraghede Bellugi: Sophie nen
- Victor Poulouin: Laurent
- Laurence Ragon: la notària
- Thomas Gizolme: ajudant de la fotògrafa

## Rebuda
- Premis 2005: Seminci: Espiga de Plata, Millor Actor (Poupaud)
- Crítica: "Ozon s'aplica a comptar amb contenció una història feta de silencis i de petites heroïcitats. És un film que destaca per la seva intel·ligència, per la sensibilitat (...) És tendra quant li toca, però també dol, i no pot"[3]